# Лунка-Весешть
Лунка-Весешть, Лунка-Весешті (рум. Lunca Vesești) — село у повіті Алба в Румунії. Входить до складу комуни Відра.
Село розташоване на відстані 327 км на північний захід від Бухареста, 59 км на північний захід від Алба-Юлії, 66 км на південний захід від Клуж-Напоки, 149 км на північний схід від Тімішоари.

## Населення
За даними перепису населення 2002 року у селі проживали 82 особи, усі — румуни. Усі жителі села рідною мовою назвали румунську.